# Gascueña
Gascueña es un municipio y localidad española de la provincia de Cuenca, en la comunidad autónoma de Castilla-La Mancha. El término municipal tiene una población de 130 habitantes (INE 2024).

## HIstoria
A mediados del siglo XIX, el lugar tenía contabilizada una población de 976 habitantes. La localidad aparece descrita en el octavo volumen del Diccionario geográfico-estadístico-histórico de España y sus posesiones de Ultramar de Pascual Madoz de la siguiente manera: 

GASCUEÑA: l. con ayunt. de la prov. y dióc. de Cuenca (6 leg.), part. jud. de Priego (3), aud. terr. de Albacete (20), y c. g. de Madrid (18). sit. al pie de varios cerros que le circuyen, con buena ventilacion y clima templado, siendo los dolores reumáticos las enfermedades mas frecuentes. Consta de 350 casas formando cuerpo de pobl., entre ellas la del ayunt.: tiene cárcel pública y una hospederia; escuela de niños, concurrida por 60, y dotada con 300 ducados, y otra de niñas, á la que asisten 20 á cargo de una maestra penpensionada con 1,200 rs. anuos; hay tres fuentes dentro de la pobl., cuyas aguas son de inferior calidad; una igl. parr. (La Natividad de Ntra. Sra.), servida por un cura de térm., dos tenientes, un sacristan y un ayudante ; 3 erm. en direccion N. y O. dentro de la misma v. (San Gines, El Rosal, y San Miguel), y un cementerio estramuros que en nada perjudica á la salud pública. Confina el térm. por N. con Canalejas y un desp. (1 leg.); E. Olmeda de la Cuesta (1/2); S. un desp. y Villanueva, y O. Portalrrubio y Tinajas á igual dist. que por el N.; en él se encuentran 2 erm. (San José y San Isidro), y varios manantiales de aguas inferiores. El terreno es arcilloso y yesar, y en direccion N. tiene un monte poco poblado. Los caminos son de herradura en mal estado. La correspondencia se recibe por balijero de la estafeta de Huete. ind.: 20 telares de lienzo y 4 de lana; dos molinos harineros y uno de aceite y 2 tintoreros. comercio: hay una tienda de abaceria, en la que se venden algunos lienzos, importándose el chocolate y otros art. ultramarinos y esportándose el aceite, vino, azafran, alazor, anis y lienzo. prod.: aceite, vino y toda clase de cereales, siendo la mayor la del aceite; hay ganado lanar, que es el preferido en el pais, y caza de liebres, perdices y conejos. pobl.: 312 vec., 976 alm. cap. terr. prod.: 3 119,920 rs. imp.: 155,996. El presupuesto municipal asciende á 10,000 rs., que se cubren con el producto de las fincas de propios y un pequeño arbitrio. El secretario de ayunt. disfruta de la asignacion de 1,800 rs.
(Madoz, 1847, pp. 328-329)

## Demografía
Gascueña cuenta con una población de 130 habitantes (INE 2024).
| Gráfica de evolución demográfica de Gascueña entre 1842 y 2021                                                      |
| |
| Población de derecho según los censos de población del INE Población de hecho según los censos de población del INE |

| 199           | 167 | 171 | 185 | 176 | 167 |
| (Fuente: INE) |     |     |     |     |     |

## Administración
| Periodo   | Nombre                           | Partido                         |
| --------- | -------------------------------- | ------------------------------- |
| 2003-2007 | María del Rosal Martínez Balmisa | IXC (Independientes por Cuenca) |
| 2007-2011 | María del Rosal Martínez Balmisa | PP                              |
| 2011-2015 | María del Rosal Martínez Balmisa | PP                              |
| 2015-2019 | María del Rosal Martínez Balmisa | PP                              |
| 2019-2023 | María del Rosal Martínez Balmisa | PP                              |
| 2023-act. | Miguel Ángel Martínez Cuenca     | PP                              |

## Patrimonio
En la localidad se encuentra una iglesia parroquial bajo la advocación de la Natividad de Nuestra Señora.